# Wanship
Wanship è un census-designated place (CDP) degli Stati Uniti d'America, situato nello stato dello Utah, nella contea di Summit. Secondo il censimento del 2020 gli abitanti di Wanship ammontavano a 423.